# Edwards Lifesciences
Edwards Lifesciences este o companie americană de tehnologie medicală, cu sediul în Irvine, California, specializată în valve cardiace artificiale și monitorizare hemodinamică. A dezvoltat valvele cardiace aortice transcaterteriene SAPIEN, fabricate din țesut de bovine, montate pe un cadru expandabil în balon din cobalt-crom și plasate prin intermediul cateterului. Compania are facilități de producție la sediul din Irvine, precum și în Draper, Utah; Costa Rica; Republica Dominicană; Puerto Rico; și Singapore; și construiește o nouă facilitate care urmează să fie finalizată în 2021, în Limerick, Irlanda.

## Istoric
Edwards a fost fondată inițial de inginerul Miles "Lowell" Edwards în 1958. Edwards și Dr. Albert Starr, un chirurg la Universitatea de Medicină din Oregon, au proiectat, dezvoltat, testat și plasat cu succes într-un pacient prima valvă mitrală Starr-Edwards în 1960. Ca urmare a intervenției chirurgicale de succes, Laboratoarele Edwards au fost fondate în Santa Ana, California, în același an.
Edwards a fost achiziționată de Baxter în 1985. A fost desprinsă de Baxter în 2000.
La 25 ianuarie 2017, Edwards a finalizat achiziția Valtech Cardio pentru 340 de milioane de dolari. Tranzacția a fost anunțată pentru prima dată în luna noiembrie anterioară.
La 6 decembrie 2017, Edwards a achiziționat Harpoon Medical din Baltimore, Maryland, pentru 100 de milioane de dolari. Harpoon, fondată în 2013, a dezvoltat un produs de chirurgie cardiacă minim invaziv pentru repararea valvei mitrale pentru tratarea regurgitării mitrale degenerative. La momentul achiziției, produsul nu era disponibil pe niciun piață.
La 18 aprilie 2019, Edwards a finalizat achiziționarea CAS Medical Systems din Branford, Connecticut, pentru aproximativ 100 de milioane de dolari.
Sistemele de valve cardiace SAPIEN 3 și SAPIEN 3 Ultra Transcatheter au fost aprobate de FDA pentru tratamentul pacienților cu risc scăzut de deces sau de complicații majore asociate cu chirurgia deschisă a inimii, la 16 august 2019. Aceste produse sunt utilizate pentru tratarea pacienților cu stenoză aortică severă fără utilizarea chirurgiei deschise.
La 29 septembrie 2020, Edwards a co-sponsorizat Summitul Virtual ISPOR-FDA axat pe informațiile de preferință ale pacientului în deciziile reglementare pentru dispozitivele medicale.

## Segmentele de afaceri
Produsele sale sunt împărțite în patru domenii: tehnologii chirurgicale pentru valve, valve cardiace transcater, terapii transcater mitrale și tricuspide și îngrijire critică.

### Tehnologii chirurgicale pentru valve
Portofoliul include, de asemenea, o gamă diversă de sisteme de intervenție chirurgicală cardiacă utilizate în timpul procedurilor chirurgicale minim invazive, precum și cannulae și alte produse utilizate în timpul bypass-ului cardiopulmonar.

### Valve cardiace transcater
Edwards a introdus procedura de înlocuire a valvei cardiace transcater (THV) pentru pacienții americani care nu pot suferi o intervenție chirurgicală a inimii deschise cu aprobarea FDA a valvei transcater SAPIEN în 2011. Indicația a fost extinsă în noiembrie 2012 pentru a include pacienții cu un risc ridicat de deces sau complicații grave asociate cu intervenția chirurgicală a inimii deschise.

### Terapii transcater mitrale și tricuspide (TMTT)
Segmentul de afaceri Terapii transcater mitrale și tricuspide implică cercetarea și dezvoltarea tehnologiilor de reparare și înlocuire a valvei cardiace transcater concepute pentru a trata bolile valvei mitrale și tricuspide. Multe dintre aceste tehnologii sunt în fazele incipiente de dezvoltare și clinice, cu șapte programe și patru studii clinice.

### Îngrijire critică
Segmentul de afaceri Îngrijire critică include catetere arteriale pulmonare, traductoare de presiune de unică folosință și sisteme avansate de monitorizare hemodinamică. Portofoliul include, de asemenea, o linie de produse vasculare bazate pe cateter cu balon, cleme chirurgicale și inserturi.

## COVID-19
O analiză efectuată cu ajutorul programului CardioCare (o parte a soluțiilor de sănătate Edwards) arată o scădere de 49,9% în examenele de ecocardiografie, ceea ce poate duce la subdiagnosticarea stenozei aortice severe.

## Cultura organizațională

### Fundația Edwards Lifesciences
Fundația Edwards Lifesciences a fost lansată în 2014 și sprijină programe concepute pentru tratarea persoanelor dezavantajate pentru a reduce boala valvei cardiace.
Inițiativa „Every Heartbeat Matters” (EHM) a educat, a efectuat screening și a tratat 1,7 milioane de persoane dezavantajate, depășind obiectivul său de a servi 1 milion de pacienți dezavantajați.